# SV Phönix 03 Ludwigshafen
SV Phönix 03 Ludwigshafen was een Duitse voetbalclub uit Ludwigshafen am Rhein, Rijnland-Palts. Tot 1962 speelde de club bijna altijd in de hoogste afdeling.

## Geschiedenis
In juli 1904 werd FC Phönix Ludwigshafen opgericht. De club promoveerde in 1911 naar de hoogste klasse van de Westkreis, een van de vier competities van de Zuid-Duitse voetbalbond. In deze reeks speelden ook al stadsrivalen FC Pfalz Ludwigshafen, Ludwigshafener FG 03 en SC Germania Ludwigshafen. In het eerste seizoen eindigde de club laatste. In 1913/14 werd de club derde en was zo de eerste club van de stad.
Na de Eerste Wereldoorlog herstructureerde de bond de competitie en voerde de nieuwe Paltscompetitie in. Phönix won deze in 1920/21 en plaatste zich zo voor de Zuid-Duitse eindronde. In een groep met Borussia Neunkirchen en FSV Mainz 05 werd de club groepswinnaar en plaatste zich zo voor de halve finale tegen 1. FC Pforzheim. Na een 1:0 overwinning stootte de club door naar de finale, die ze met 2:1 verloren van 1. FC Nürnberg. Na dit seizoen werd de Rijncompetitie ingevoerd. Deze bestond uit vier reeksen en werd over twee seizoenen teruggebracht naar één reeks. Phönix won zijn reeks en versloeg ook stadsrivaal Ludwigshafener FG 03 in de halve finale, maar moest de titel uiteindelijk aan VfR Mannheim laten. Een jaar later stond de club opnieuw in de finale om de titel en won deze nu van Mannheimer FC Phönix. In de Zuid-Duitse eindronde werd Phönix tweede achter SpVgg Fürth. De volgende jaren bestond de competitie uit één reeks en hier bleken de clubs uit Mannheim een maat te groot voor die van Ludwigshafen al eindigde de club steevast in de subtop. Vanaf 1926/27 mochten ook vicekampioenen van de competitie naar de eindronde. Phönix eindigde samen met VfR Mannheim tweede, maar verloor in een beslissende wedstrijd het eindrondeticket. Na twee jaar middenmoot werd de club derde en plaatste zich zo voor de eindronde waar de club in de niet-kampioenengroep tweede werd achter FSV Frankfurt. Het volgende seizoen eindigde Phönix samen met SV Waldhof 07 eerste, maar trok opnieuw aan het kortste eind in de beslissende fase. In de eindronde won Phönix zijn groep en speelde tegen andere groepswinnaar TSV 1860 München voor een ticket naar de nationale eindronde, maar verloor ook hier. In 1931/32 plaatste de club zich niet voor de eindronde, maar het seizoen daarna wel als vicekampioen. Echter werd de club daar slechts zesde.
In 1933 kwam de NSDAP aan de macht in Duitsland. De competitie werd grondig geherstructureerd en de Zuid-Duitse competities werden allemaal ontbonden en vervangen door de Gauliga. De clubs uit Ludwigshafen werden ingedeeld in de Gauliga Südwest. In het eerste seizoen eindigde de club net boven de degradatiezone en werd gered door een beter doelsaldo dan SV Wiesbaden. Het volgende seizoen werd de club echter verrassend kampioen. In de eindronde om de landstitel werd de club ingedeeld in een groep met VfL Benrath, VfR Mannheim en VfR 04 Köln en werd hier tweede. Na de eerste plaats volgde daarna de laatste plaats waardoor de club degradeerde.
In 1937 moest de club onder druk van de regering fusioneren met enkele verenigingen uit de stad waaronder FC Pfalz 03, die voor de Eerste Wereldoorlog tot de beste teams van Zuid-Duitsland behoorde en in 1916 en 1920 de finale om het Zuid-Duitse kampioenschap speelde. De nieuwe naam van de club was TSG 1861 Ludwigshafen.
Na de Tweede Wereldoorlog werden alle Duitse clubs opgedoekt. Datzelfde jaar werd een nieuwe club opgericht, SV Phönix 03 Ludwigshafen, ter nagedachtenis van FC Phönix 04 en FC Pfalz 03.
De club ging in de Oberliga Südwest spelen, een van de nieuwe vijf hoogste competities. De club eindigde meestal in de middenmoot, beste noteringen waren een vierde plaats in 1951, 1958, 1958 en 1960. In 1961/62 degradeerde de club. De club werd soeverein kampioen van de II. Oberliga, maar door de invoering van de Bundesliga kon de club niet promoveren, maar plaatste zich wel voor de Regionalliga, die nu als tweede klasse ging fungeren.
Phönix werd 10e en fuseerde in de zomer met TuRa 1882 Ludwigshafen om zo SV Südwest Ludwigshafen te vormen.

## Erelijst
Kampioen Palts
1921
Rijnkampioen
1923
Gauliga Südwest
1935